# AC Schnitzer

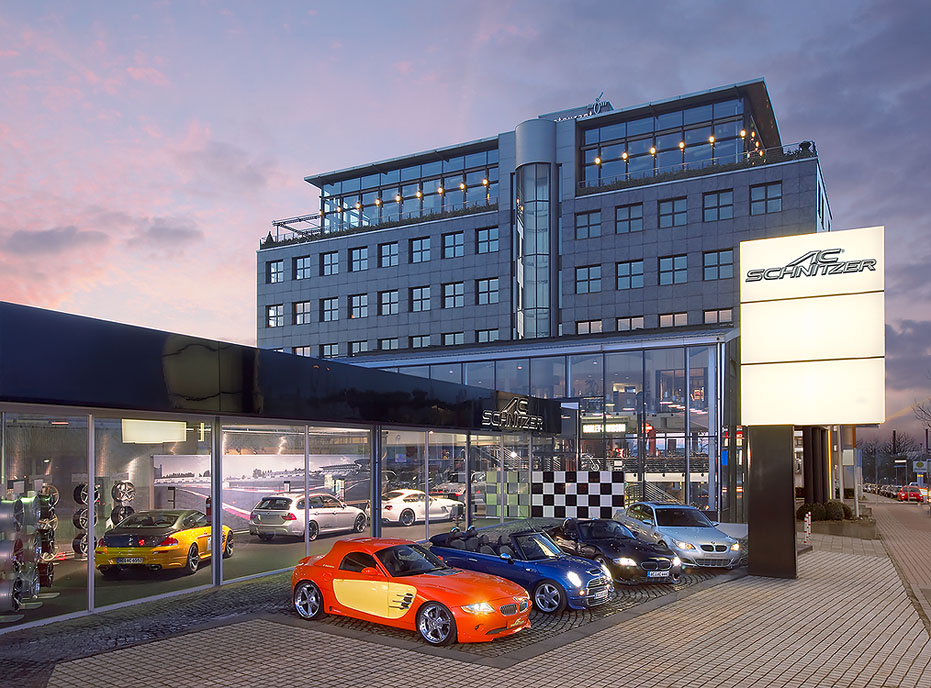
AC Schnitzers byggnad i Aachen

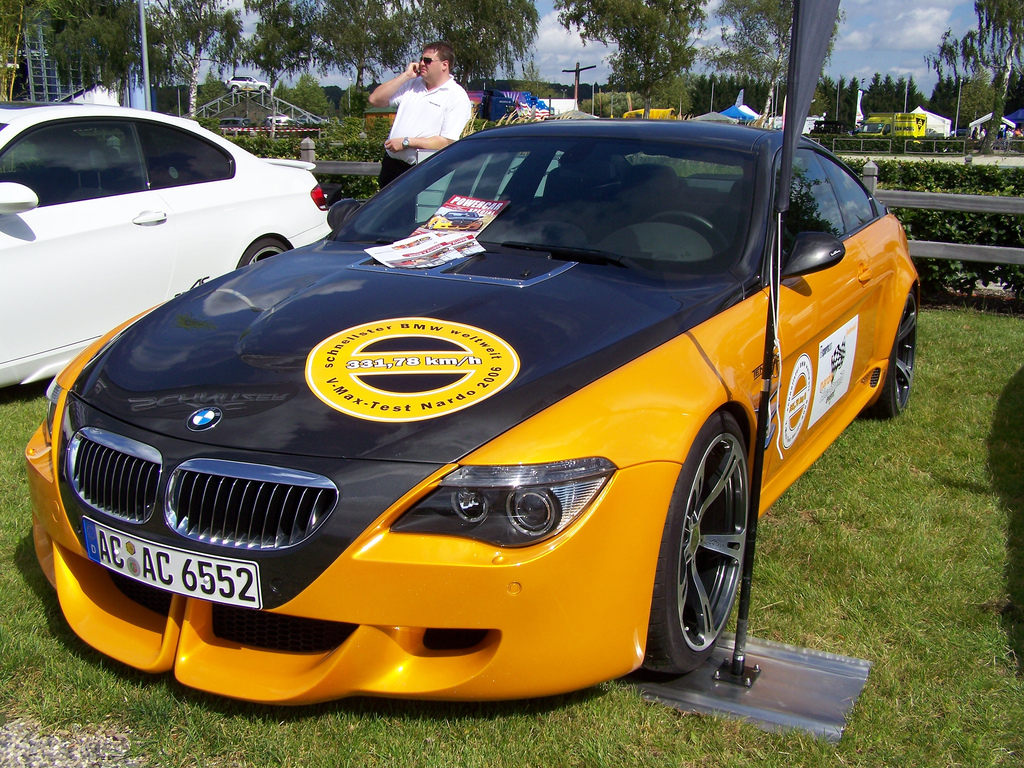

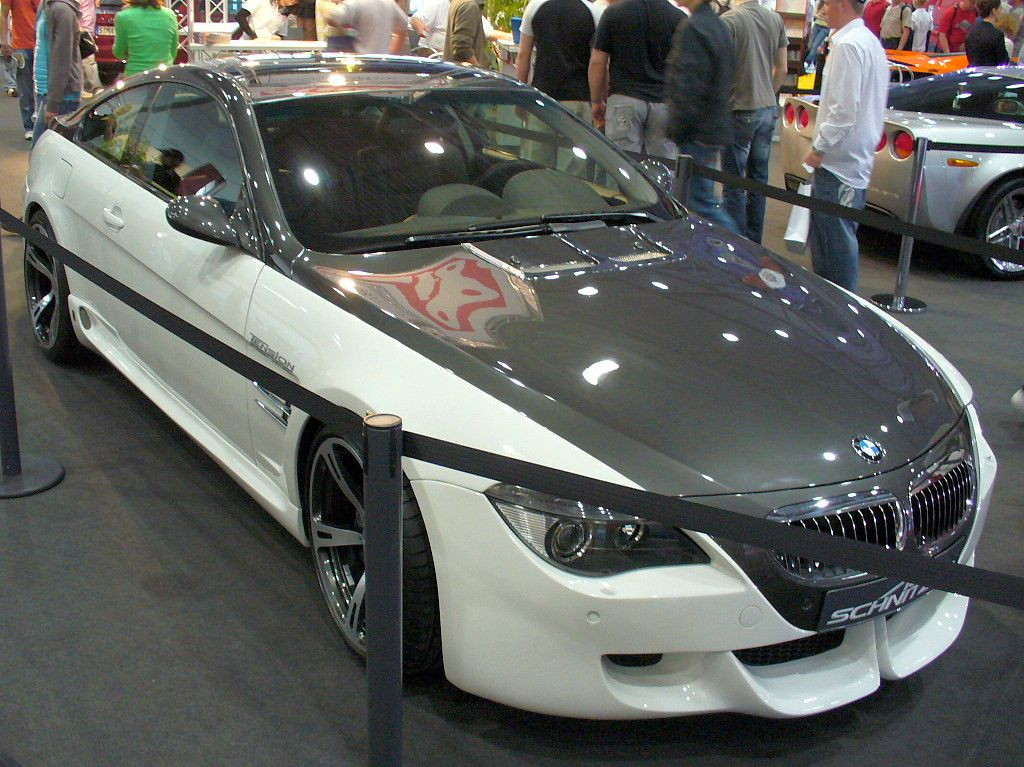
AC Schnitzer Tension

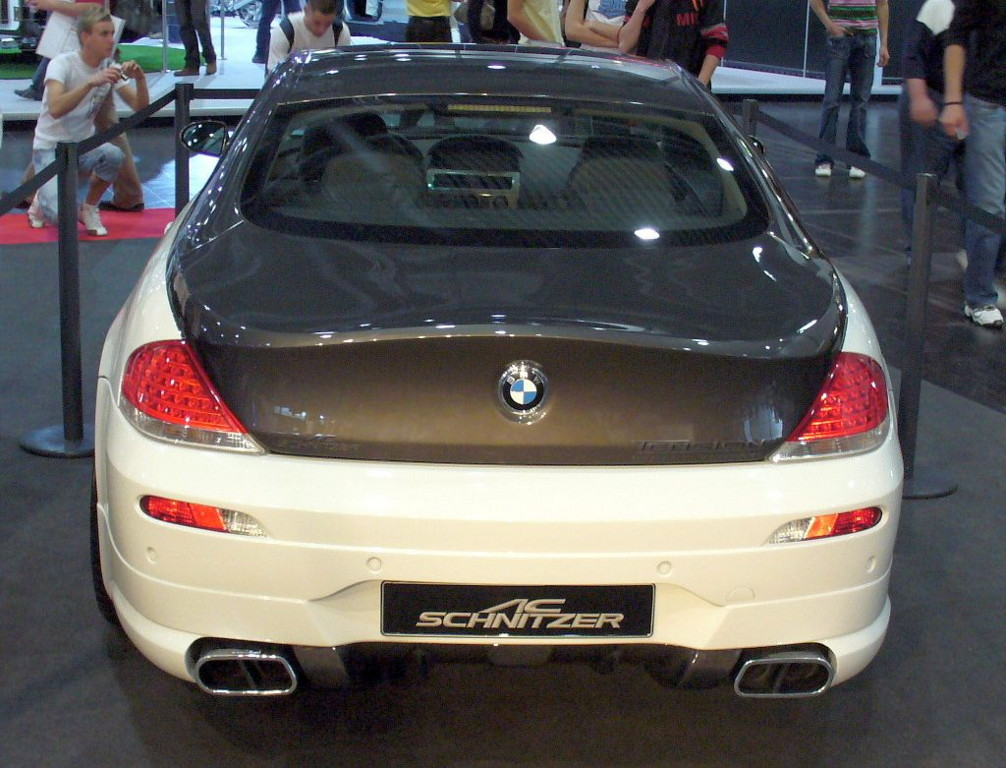
AC Schnitzer Tension

AC Schnitzer är ett tyskt företag som specialtillverkar både BMW-bilar och motorcyklar, de förädlar också märket Mini som ägs av BMW. De säljer också fälgar, trimpaket och andra prestandadelar.